# Karl Mürdel
Karl Albert Mürdel (* 4. August 1894 in Ulm; † 23. Dezember 1974) war ein deutscher Bankmanager.

## Leben
1943 war Mürdel Direktor der Reichskreditkasse in Paris und beteiligte sich in dieser Funktion am Kunstraub Deutschlands, wobei dabei das Ziel war, ein "Führermuseum" zu errichten. In seiner Funktion als Direktor, gewährte er einen Kredit von 50 Millionen Reichsmark, um die Schloss-Sammlung in das geplante Museum nach Linz zu überführen. Um 1945 war er Direktor der Reichsbank-Stelle Reutlingen und wurde 1947 als Präsident der Landeszentralbank für Württemberg und Hohenzollern mit Sitz in Reutlingen eingesetzt. In dieser Funktion war er ab 1948 Mitglied des Zentralbankrats der Bank deutscher Länder. 1952 entstand das Bundesland Baden-Württemberg, in der Folge wurden die Landeszentralbanken der bisherigen Länder Württemberg-Baden, Württemberg-Hohenzollern und Baden zur baden-württembergischen Landeszentralbank vereinigt. Ende August 1959 trat Mürdel in den Ruhestand.

## Ehrungen
- 1952: Verdienstkreuz (Steckkreuz) der Bundesrepublik Deutschland